# Orseolia oryzae
Orseolia oryzae är en tvåvingeart som först beskrevs av Wood-mason 1889.  Orseolia oryzae ingår i släktet Orseolia och familjen gallmyggor. Inga underarter finns listade i Catalogue of Life.